# Palais Gallien
Le Palais Gallien est un amphithéâtre antique, construit au début du IIe siècle dans la ville gallo-romaine de Burdigala (Bordeaux), capitale de la province d'Aquitaine.
Ce monument mesurant 132 × 111 m possède des gradins en bois soutenus par une charpente qui repose sur un ensemble de murs porteurs annulaires et rayonnants. Sa capacité est estimée à 22 000 spectateurs. Peut-être victime d'un incendie et en tout cas abandonné à la fin de l'Antiquité, il est transformé en carrière de pierre au Moyen Âge, en dépotoir à la Révolution française, vendus par lots peu de temps après, avant qu'une décision préfectorale ne stoppe en 1800 les dégradations de ses vestiges qui font l'objet d'un classement au titre des monuments historiques depuis 1840.
Il en subsiste l'entrée d'un vomitoire et une petite partie d'un mur rayonnant et de quelques murs annulaires, mais le tracé de son arène reste très visible dans le parcellaire du quartier.

## Localisation

L'amphithéâtre dans Burdigala.

Le palais Gallien est construit à la limite nord de l'agglomération antique de Burdigala, près du grand chemin du Médoc, actuelle rue Fondaudège ; il est directement desservi par l'une des voies de la ville antique, dont la rue du Palais-Gallien reprend le tracé. Cet éloignement des édifices de spectacles des centres des villes antiques est fréquent car ces monuments sont souvent construits après que la ville a commencé à être bâtie et leur emprise nécessite de larges espaces de circulation autour d'eux.
Dans la ville moderne, situé rue du Docteur Albert-Barraud et à proximité de la rue Fondaudège, le « Palais Gallien » est desservi par le réseau de tramway TBM via les stations Croix de Seguey et Fondaudège Muséum (Ligne D).

## Histoire

### Pendant l'Antiquité

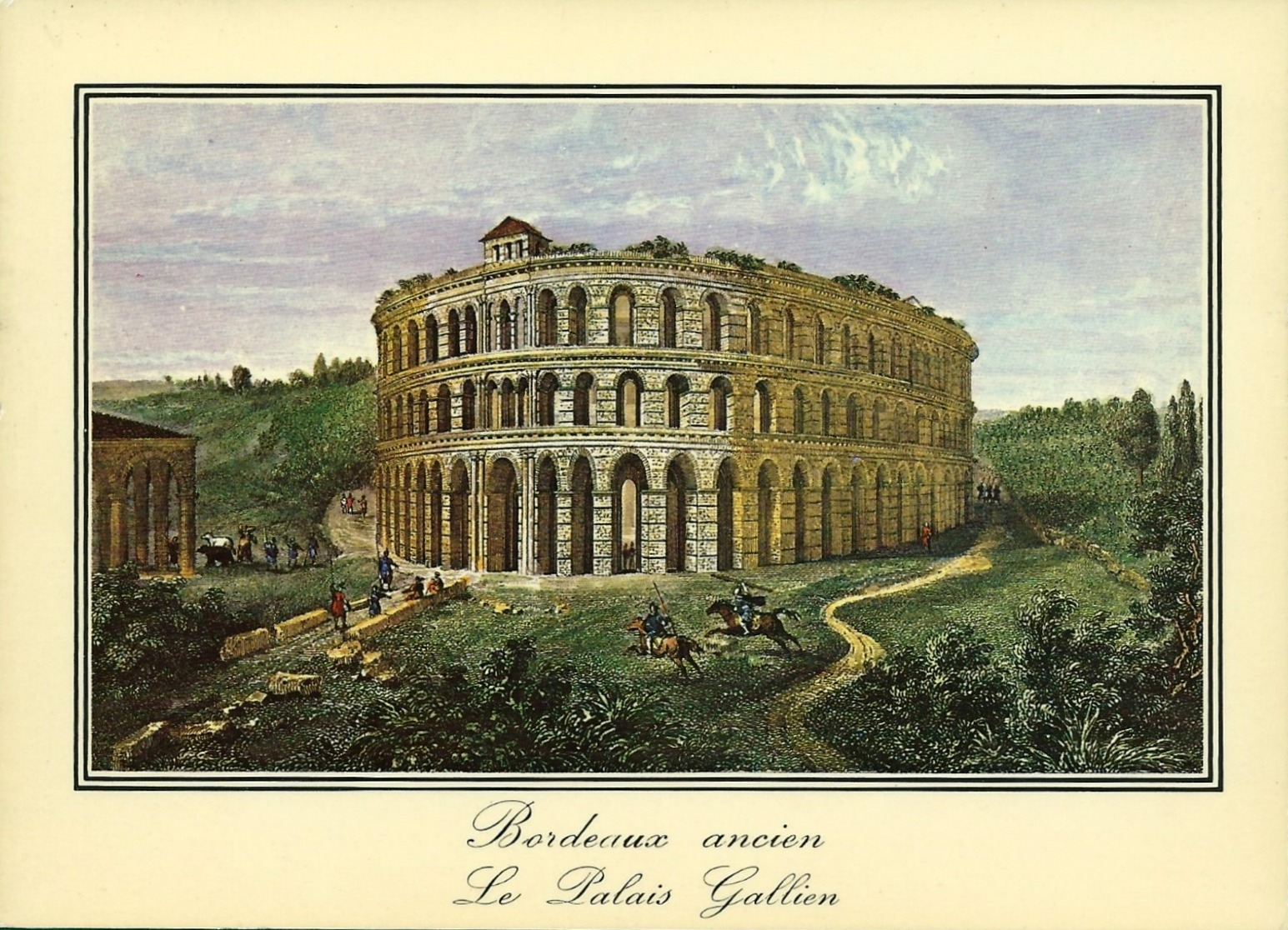
Vue d'artiste avant l'abandon.

La datation du monument a varié au fil de l'évolution des connaissances à son sujet. Les plus anciennes estimations font état d'une possible construction de cet amphithéâtre à l'occasion du passage de Caracalla en Aquitaine, voire au milieu du IIIe siècle, en raison de certaines de ses caractéristiques architecturales comme le recours à l'opus mixtum, ou un rapprochement avec le nom de l'empereur Gallien comme le suggère Camille Jullian. Les fouilles de 2010-2012 permettent de réviser la datation, désormais proposée à la fin du Ier ou dans la première moitié du IIe siècle grâce aux céramiques retrouvées sur le site.
Une tradition populaire rapporte que l'amphithéâtre est incendié lors des grands raids des Francs sur la Gaule en 275-276 ; les chroniqueurs précisent qu'il aurait brûlé pendant deux jours, ce qui est compatible avec la présence de gradins en bois. Aucune preuve formelle de cet incendie n'est toutefois attestée par les fouilles réalisées sur le monument et aucune date ne peut être avancée pour sa destruction et son abandon.

### Du Moyen Âge à la Révolution française
Dès le Moyen Âge, l'amphithéâtre sert de carrière de pierres. Au Xe siècle, il est connu sous le nom « les Arènes », le terme de « palais Gallien » n'apparaissant pas avant 1367. Ce dernier nom fait référence, selon des traditions différentes, à un palais — il n'est plus question d'amphithéâtre — dédié à l'empereur romain Gallien ou à Galienne, un personnage légendaire, épouse de Cenebrun, roi de Bordeaux dans l'Antiquité ou fille du roi de Tolède, maîtresse puis épouse de Charlemagne.
Au début du XVIIe siècle, il conserve encore ses deux entrées axiales ainsi qu'un quart de la cavea. Il constitue un refuge de truands et de prostituées, puis devient de 1789 à 1793 « dépotoir des boues et bourriers » de la ville de Bordeaux. Sous la Révolution, le monument devient une carrière publique de pierre et de sable et le terrain mis en vente par lots le 15 février 1793. Des parties d'ouvrage monumentales (porte sud-est notamment) sont démolies pour permettre un accès aisé aux lots lorsque deux voies perpendiculaires se croisant au centre du site sont percées.

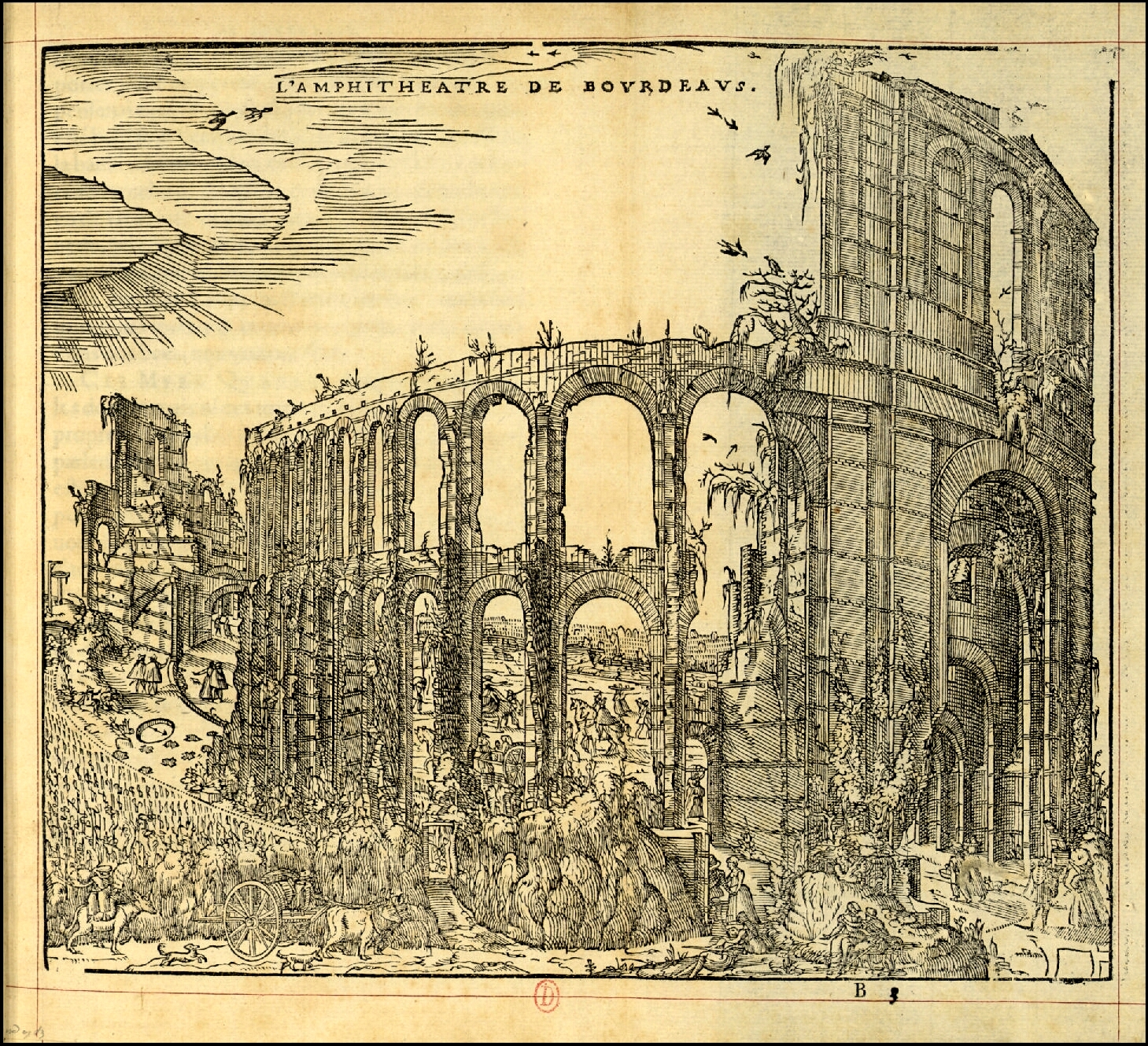
Palais Gallien en 1575.
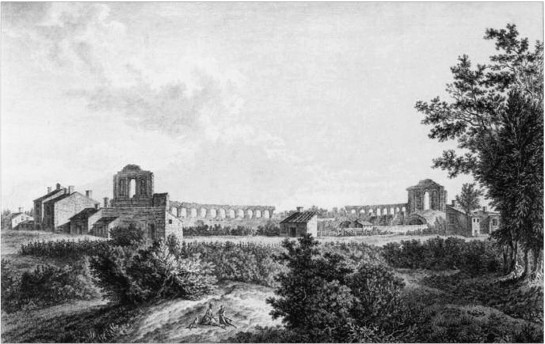
Vue d'artiste des ruines en 1710.
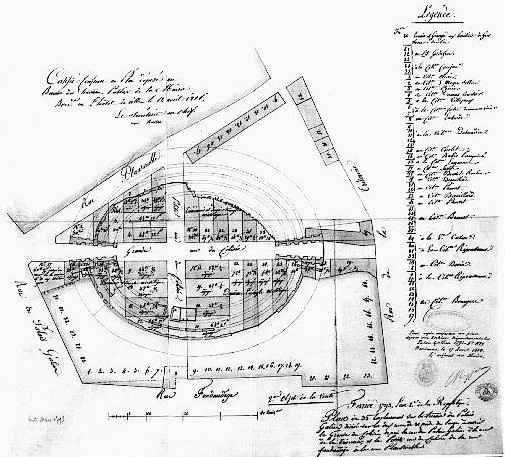
Lotissement de 1793.

### AuxXIXeetXXesiècles
Le 14 vendémiaire an IX (6 octobre 1800) le ministre de l'Intérieur Lucien Bonaparte demande au préfet de faire cesser la dégradation de l'édifice ; l’arrêté préfectoral du 25 vendémiaire interdira toute nouvelle mutilation. Les murailles subsistantes sont protégées comme monument historique par la liste de 1840 puis consolidées jusqu'en 1846 en même temps que les sculptures de la façade sont restaurées.
Cinq campagnes de fouilles se déroulent de 1953 à 1964 sous la responsabilité de Robert Étienne.

### L'amphithéâtre auXXIesiècle

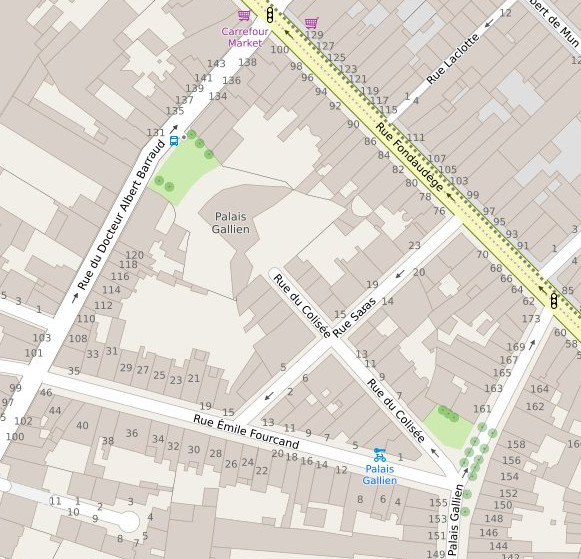
Cadastre du quartier de l'amphithéâtre.

Résultat d'un partenariat entre la Ville de Bordeaux, l'État et l'Institut Ausonius (unité mixte de recherche CNRS-Université Michel de Montaigne-Bordeaux 3), trois campagnes de fouilles se déroulent de 2010 à 2012 avec pour objectifs de fixer plus précisément la chronologie du monument, d'étudier ses techniques de construction et d'en proposer une restitution en trois dimensions.
Le Palais Gallien est, au XXIe siècle, le seul vestige antique visible de Bordeaux. Il a subi de nombreuses déprédations au fil des siècles et il n'en reste aujourd'hui que peu de vestiges, la majeure partie de l'emprise étant recouverte d'immeubles qui intègrent une partie des maçonneries. Cependant, les vues aériennes et le cadastre permettent de visualiser une bonne partie de l'ellipse originelle, le bâti récent ayant épousé les formes de l'arène et intégré une partie de son enceinte, qui subsiste invisible « au fond des cours, dans les maisons, au-dessus des toits »
Le principal vestige est constitué de la porte nord-ouest de l'amphithéâtre et de la courbure d'un mur attenant (2e mur annulaire à partir de l'extérieur). La porte présente une élévation en arcades sur deux des trois niveaux d'origine et révèle la technique de construction alternant briques et pierres. Quelques travées et arcades sont également préservées, notamment à partir de la rue du Docteur Albert-Barraud ou de la rue du Colisée.

## Description
- Vestiges apparents
- Structures restituées

Plan de l'amphithéâtre.

Les vestiges préservés permettent de déterminer que la taille totale de l'édifice est de 132 × 111 mètres pour une hauteur de 25 mètres, ce qui en fait un amphithéâtre de taille imposante pouvant accueillir jusqu'à 22 000 spectateurs ; l'arène mesure 70 × 47 mètres.
L'ossature du monument est constituée de 7 ellipses concentriques, nervurées en 64 travées, donnant sur autant d'arcades extérieures. Vingt d'entre elles se prolongent jusqu'à l'arène. L'amphithéâtre est doté de deux portes, une à chacune des extrémités de l'ellipse (nord-ouest et sud-est). Les portes dégagent une entrée centrale (vomitoire) flanquée de couloirs latéraux ouvrant sur les carceres. L'ensemble traverse les cinq enceintes extérieures puis débouche dans une galerie à ciel ouvert ouvrant sur l'arène. En partie supérieure se trouve une arcade encadrée par deux niches, le tout surplombé par une corniche à modillons. La porte est mise en relief par des pilastres, toscans au rez-de-chaussée et doriques à l'étage. Les maçonneries font appel à un parement en opus mixtum alternant sept lits de moellons et trois lits de briques.
L'absence de tout vestige de voûte intérieure de soutien, dispositif courant dans la plupart des amphithéâtres, et la présence des trous carrés dans les parois des murs annulaires suggèrent que les gradins sont en bois, soutenus par une charpente également en bois dont les poutres horizontales sont encastrées dans les murs. La part importante du bois dans une construction de cette taille n'est pas générale mais se rencontre par exemple à l'amphithéâtre de Pula ou au théâtre antique de Lillebonne.

## Galerie

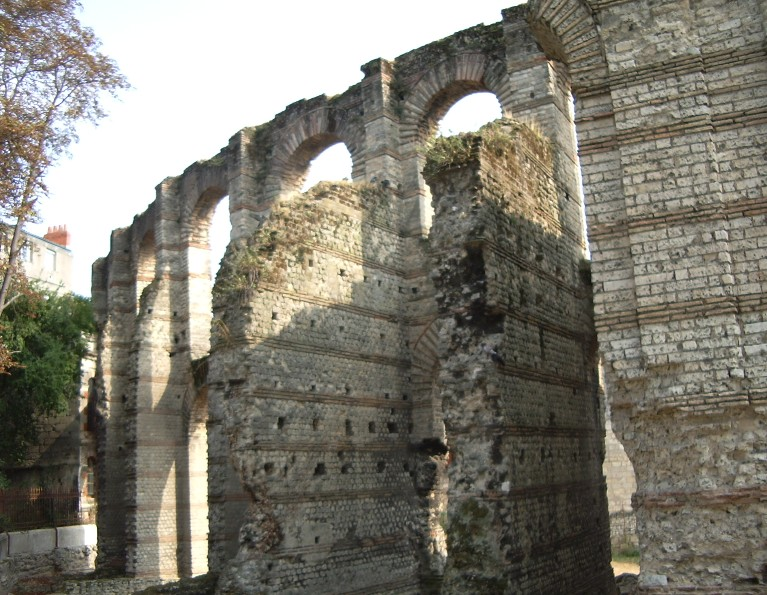
Arcades extérieures.
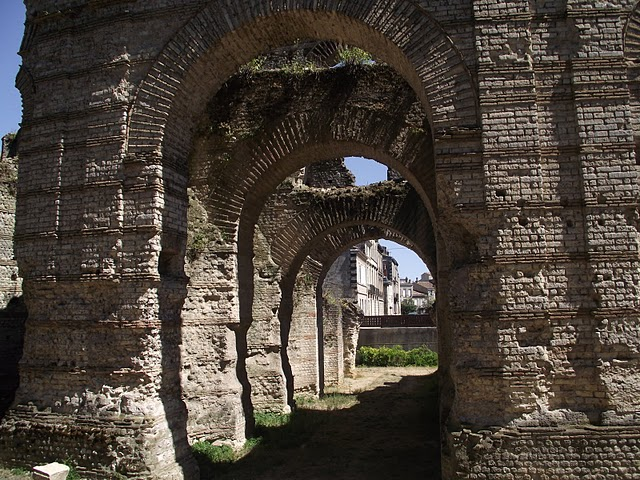
Porte nord-ouest.
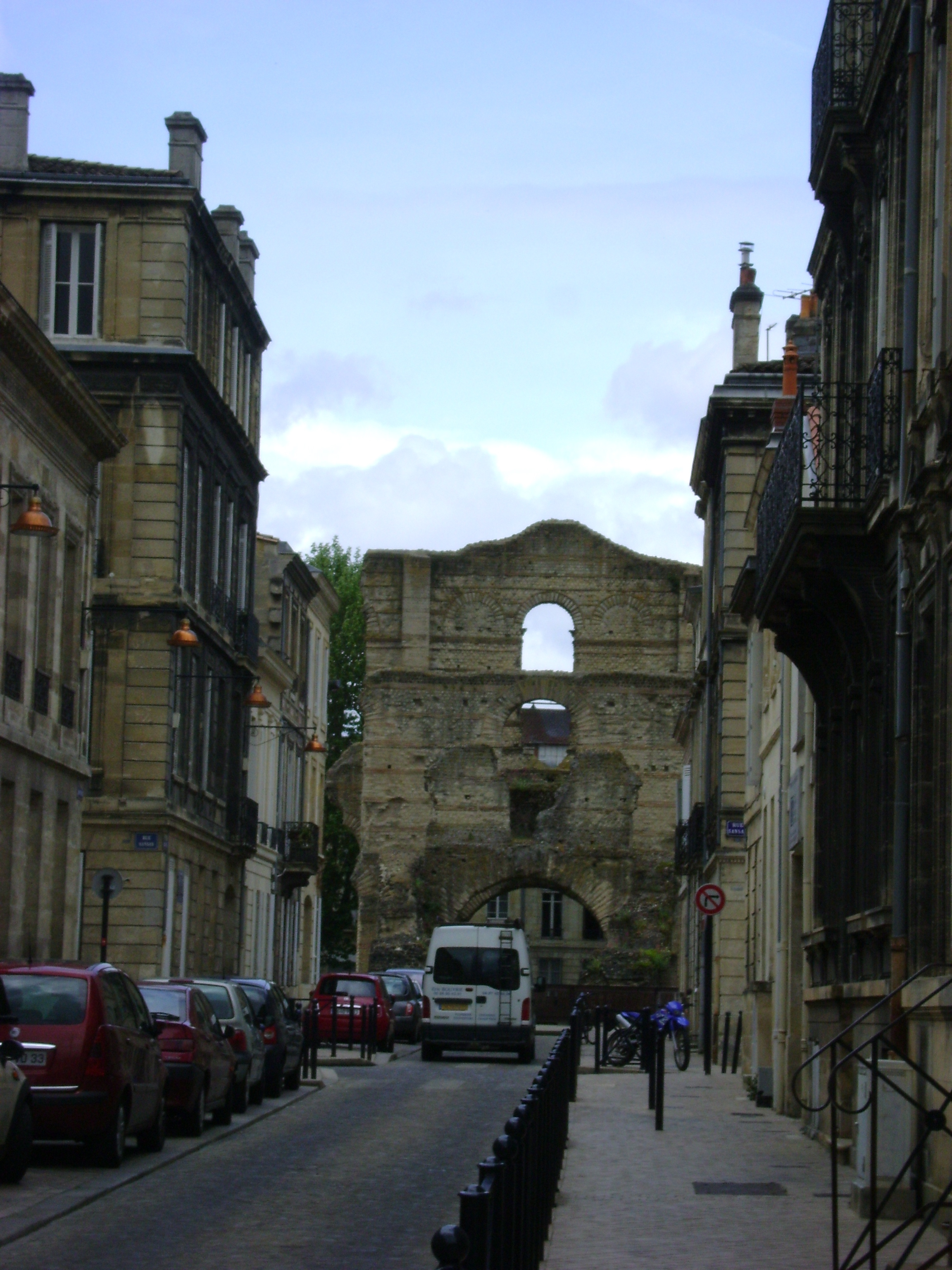
Vue depuis la rue du Colisée.
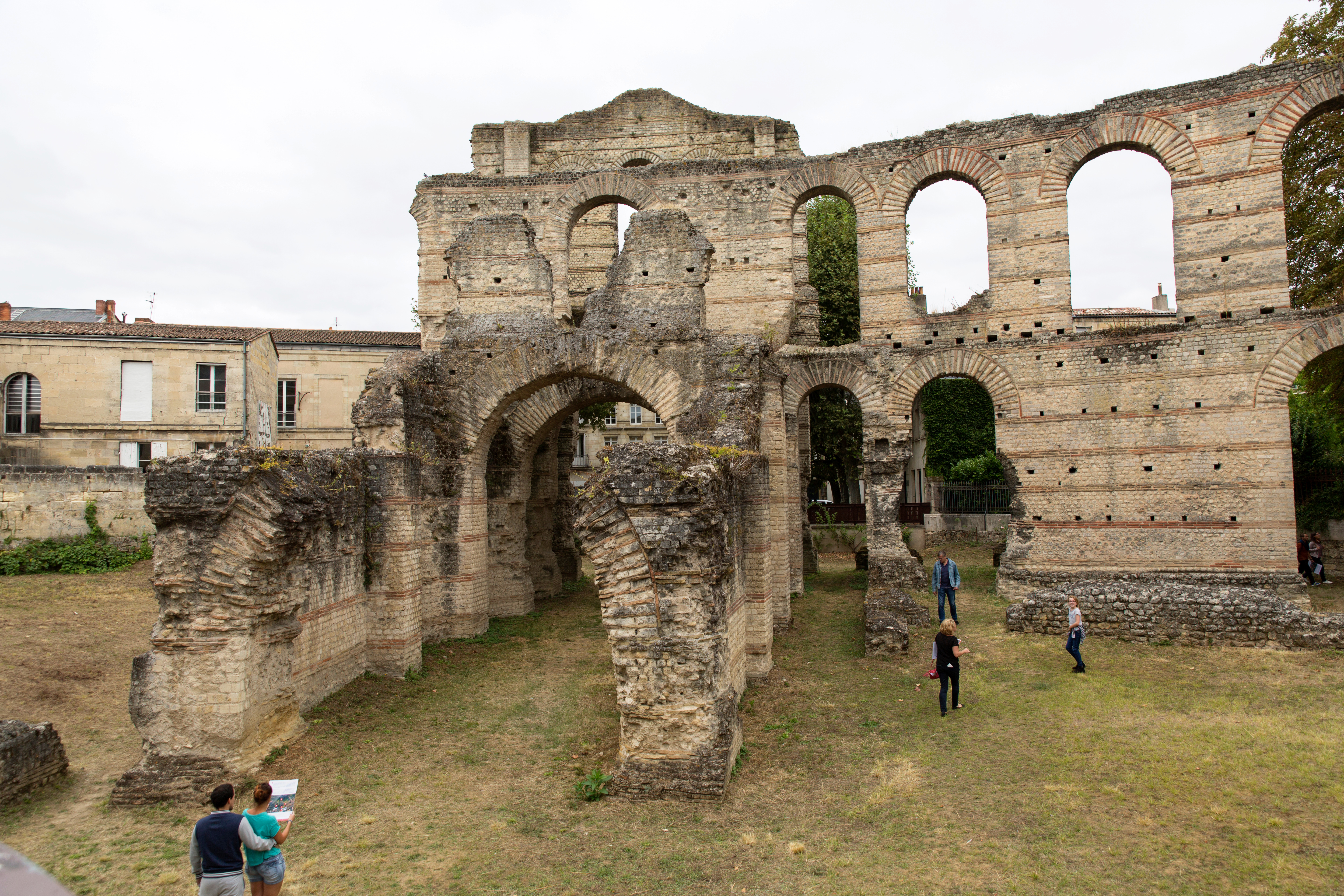
Vue vers la rue du Colisée.
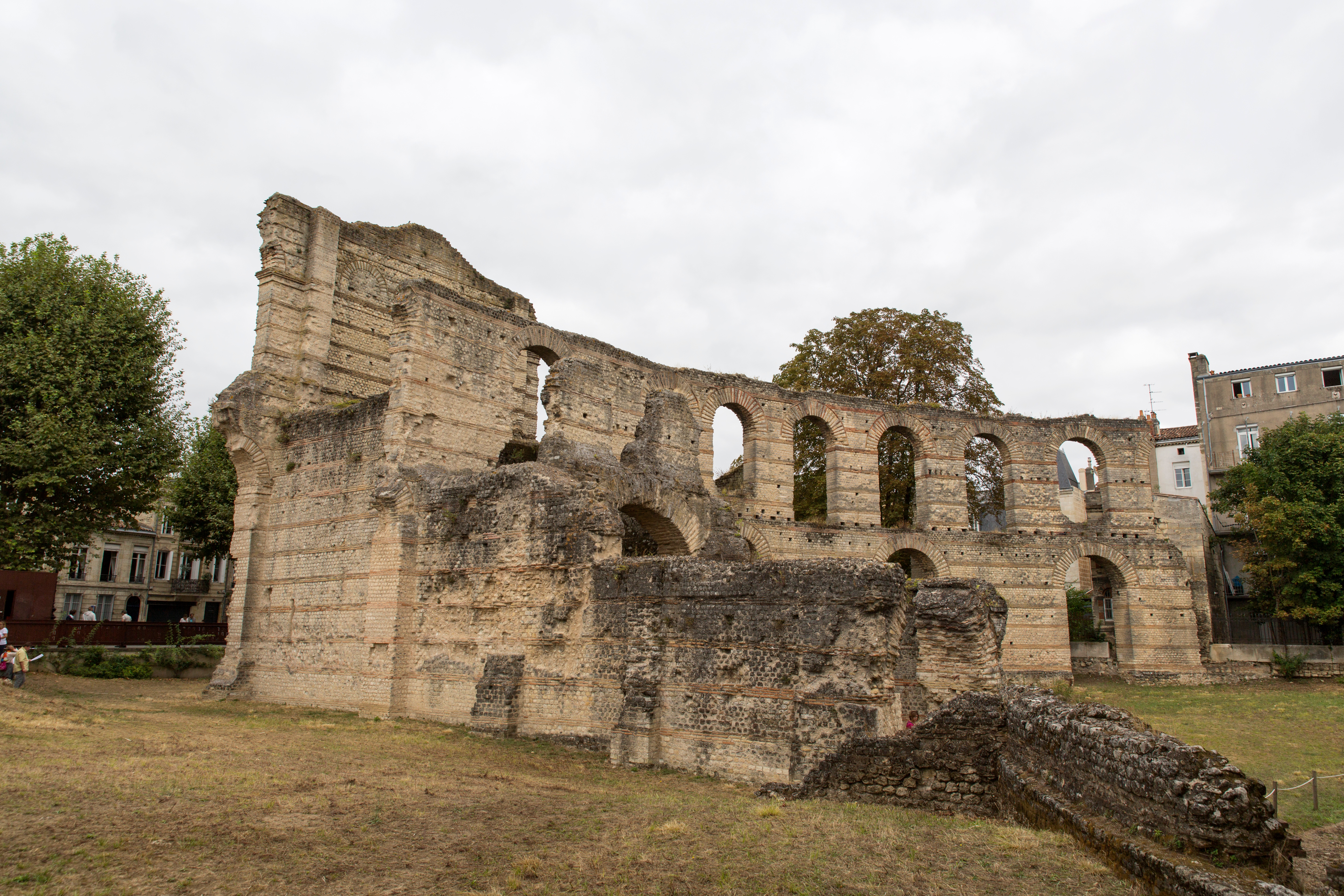
Côté sud du vomitoire nord-ouest.
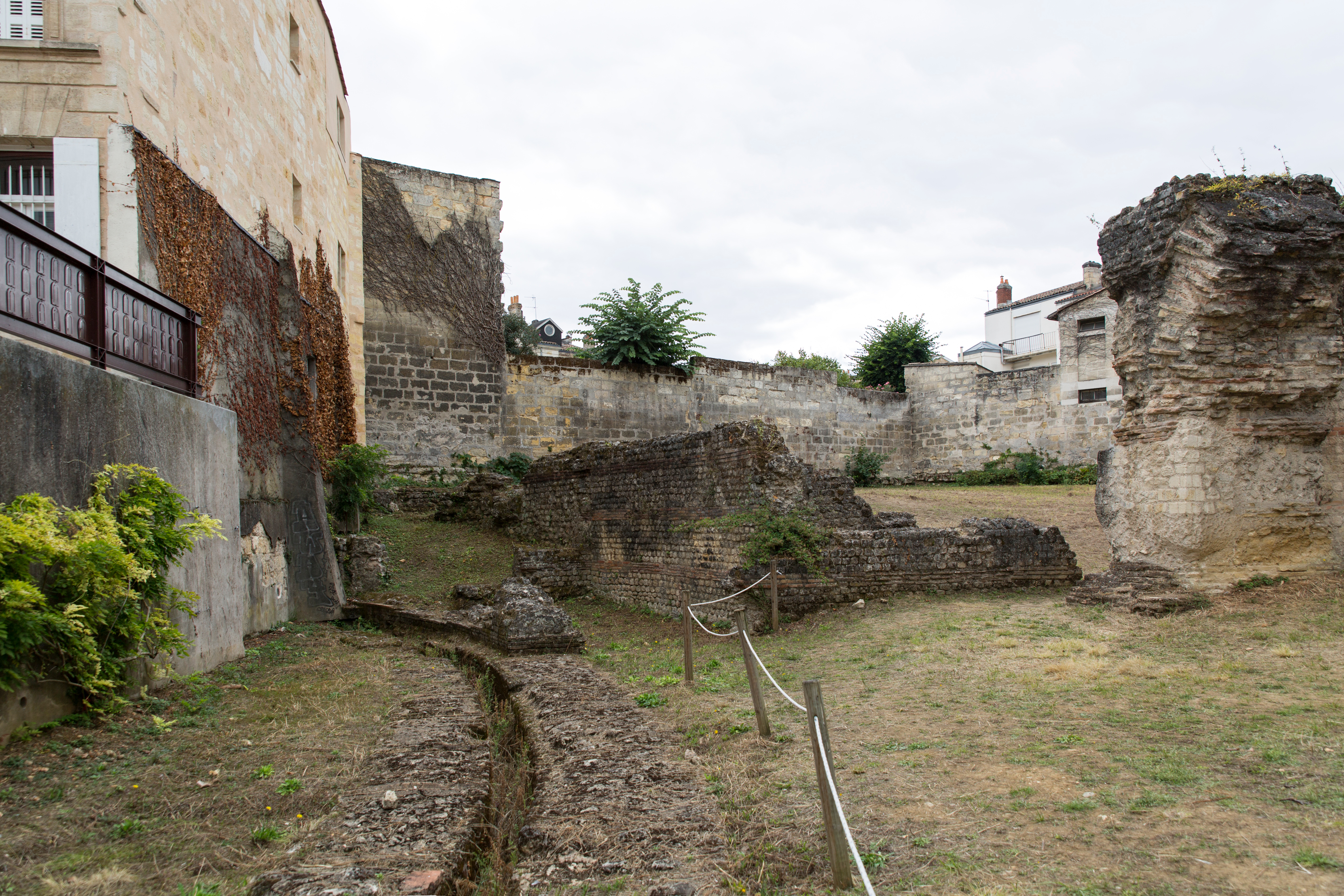
Contour de l'arène.